# Petr Brandl
Petr Jan Brandl, německy Peter Johann Brandl, on sám se psal Petrus Brandl (24. října 1668 Praha – 24. září 1735 Kutná Hora), byl český malíř, figuralista a portrétista, jeden z hlavních představitelů vrcholného baroka v Čechách.

## Život
Byl synem venkovských rodičů, původem ze selského prostředí. Jeho otec byl německý krejčí Michal Brandl, matka Alžběta rozená Hrbková byla z české rolnické rodiny z jihočeských Přestanic a její bratr Marek Hrbek byl slavným pražským zlatníkem, pracoval mj. pro katedrálu sv. Víta. Finanční situace rodiny se výrazně zlepšila poté, co se Petrův otec začal věnovat výčepnictví. Petr získal vzdělání na jezuitském gymnáziu u sv. Mikuláše na Malé Straně. Poté se vyučil malířem u Kristiána Schrödera. Schröder ho obohatil zkušenostmi a znalostmi spíše teoretického nežli technického rázu. Studium u dvorního mistra ho přinejmenším seznámilo s nejvýznamnějšími italskými a nizozemskými obrazy ze sbírky hradní obrazárny. Přístup k těmto dílům byl pro mladého malíře opravdu zásadním zdrojem inspirace vzhledem k tomu, že sám nikdy nepodnikl žádnou zahraniční cestu za studiem evropského umění. Schröder také zajistil začínajícímu umělci kontakty s tamními mistry, jenž  Brandla nejen inspirovali, ale zároveň mu usnadnili šíření jeho počáteční tvorby do veřejného povědomí.
V roce 1693 se oženil s Františkou Helenou Klossovou, dcerou malíře a rytce J. B. Klosse († 1679). S manželkou postupně zplodil tři děti, dvě dcery a syna (který zemřel v dětském věku). Byl několikrát předvolán pražským malířským cechem, do něhož se v roce 1694 nedobrovolně přidal, kvůli zákonu císaře Leopolda I., který stanovil povinnou účast v cechu pro všechny umělce, kromě těch ve službách církve, šlechty a dvora. Téměř ihned po svém přijetí se dostal s malířským sdružením do sporu, protože neplatil povinné členské poplatky. 
Usedlé rodinné prostředí malíři příliš nevyhovovalo. Brzy po sňatku se ze strany manželky začaly množit stížnosti, že s ní nesdílí vydělané peníze. V určité míře mohl být důvodem Brandlův bohémský životní styl. Jak se však čím dál víc potvrzovalo, hlavní příčinou jeho rostoucích finančních potíží rozhodně nebyla malá finanční gramotnost, jako spíš nezodpovědnost a neochota se o své příjmy s někým dělit.
Podobné problémy měl totiž i s cechem, kterému byl povinen odvádět poplatky. Za svá díla byl přitom velice dobře placen. Prakticky všechny peníze ale rychle prohýřil, takže byl často zadlužen. Ocitl se dokonce několikrát ve vězení. Na sklonku života přestěhoval do Kutné Hory. Odkoupil zde jistý podíl zlatého dolu s nadějí, že alespoň z části vyrovná své dlouholeté dluhy. To se mu bohužel nepodařilo a umírá sám v těžké chudobě 24. září 1735. Jeho tělo je pochováno na hřbitově kostela Matky Boží na Náměti.

## Dílo
V 15 letech Brandl nastoupil do učení do dílny pražského malíře Kristiána Schrödera, který se v roce 1694 stal správcem obrazárny Pražského hradu. Schröder se zabýval převážně restaurováním či kopírováním obrazů z obrazárny, nemohl Brandla naučit víc, než základy malířské techniky a kompozice. Zprostředkoval mu také vstup do galerie a studium vystavených obrazů starých mistrů, např. Tiziana, Veroneseho, Tintoretta, Guida Reniho nebo Rubense.

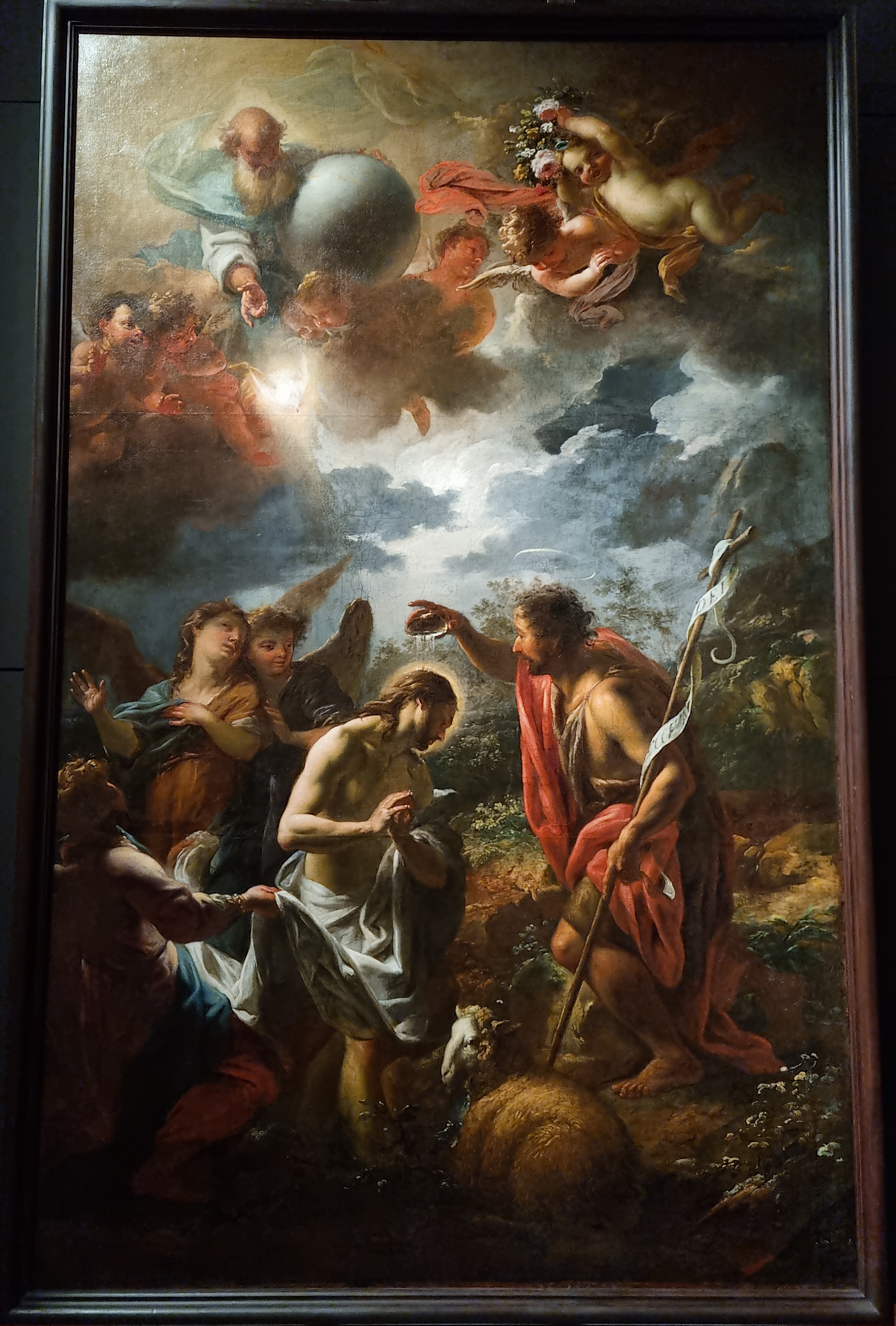
Obraz Křest Krista na hlavním oltáři kostela sv. Jana Křtitele v Manětíně (1715–1716)

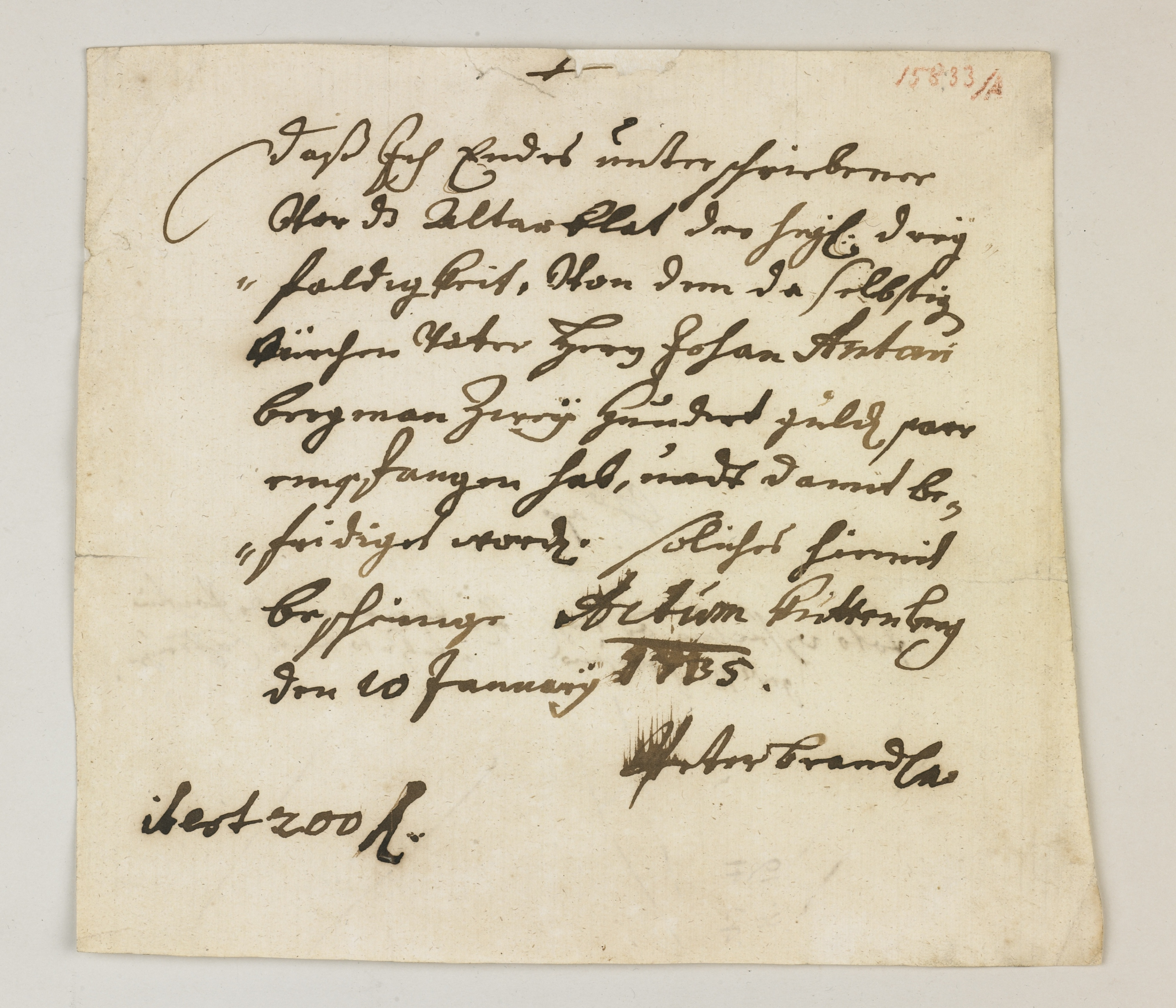
Stvrzenka na přijetí 200 zlatých za oltářní obraz Nejsvětější Trojice, kterou vydal Petr Brandl v Kutné Hoře nedlouho před svou smrtí v roce 1735

Není doložena žádná z Brandlových - tehdy obvyklých - tovaryšských cest do zahraničí, kde mohl začínající malíř získat potřebné zkušenosti, ale není ani vyloučená. Z domácích malířů byl ovlivněn hlavně díly o generaci staršího Karla Škréty a ze svých současníků poté Michaelem Leopoldem Willmannem, jeho chráněncem Janem Kryštofem Liškou nebo Michaelem Václavem Halbaxem, a z dalších pak Janem Rudolfem Bysem nebo Abrahamem Godynem. Přátelství ho pojilo také se sochařem Matyášem Bernardem Braunem, který pravděpodobně využil jeho kresbu pro návrh slavné sochy sv. Luitgardy určené pro Karlův most.

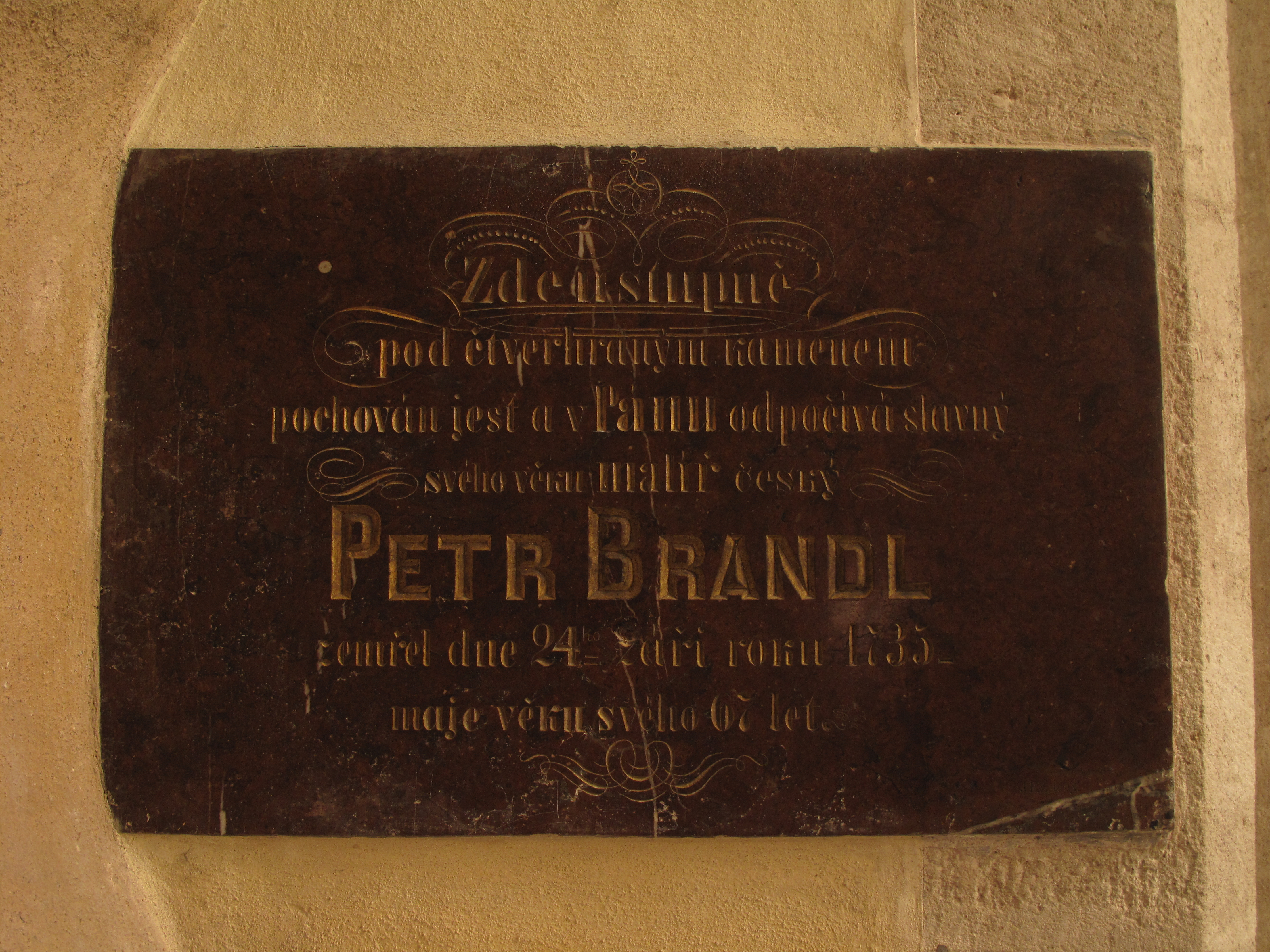
Pamětní deska Petra Brandla v kostele Panny Marie Na Náměti. Kutná Hora

Ve svém díle dospěl Brandl k vlastní syntéze těchto malířských podnětů. Rané období jeho tvorby je poplatné běžným dobovým přístupům k barokní malbě. Využívá dynamické a elegantní kompozice. S uměleckou vyzrálostí nabývá jeho tvorba charakteristických rysů. Malby se vyznačují mnohdy až prostorovým efektem, kterého dosahuje tahy tlustou pastou barvy. Bravurně zvládá práci se světlem, využívá také metodu šerosvitu. Jeho dílo je však značně nevyrovnané, s velmi kolísavou kvalitou. To je patrné především v jeho pozdním období. Věnuje se převážně malbě náboženských témat, ale významně je v jeho práci zastoupena i portrétní tvorba a nevyhýbá se ani profánním motivům. Objednavateli jeho děl byly velké klášterní domy, např. benediktini, cisterciáci nebo karmelitáni, a významné šlechtické rody. Maloval např. na panstvích ve službách Šternberků, Lažanských, Černínů nebo Lobkoviců. Petr Brandl patří k nejdůležitějším reprezentantům vrcholně barokní malby ve středoevropském prostoru a ve svých nejlepších pracích dosahuje tehdejší nejvyšší úrovně.

### Významné obrazy
- Asi 1693 – Kající se Máří Magdaléna – kostel sv. Václava v Mníšku pod Brdy (původně jako nástropní obraz v nedalekém klášteře na Skalce)
- 1697 – Zvěstování Panně Marii – Pražská kaple poutního areálu Svatá Hora u Příbrami (originál v současnosti nahrazen kopií a uložen v rezidenci)
- Kolem 1697 – Vlastní podobizna, zvaná Lobkovická – Národní galerie v Praze (dále jen NG), z Lobkovické obrazárny
- 1703 – Portrét Jana Samuela Františka Wussina – Oblastní galerie Liberec
- Kolem 1703 – Vlastní podobizna v paruce, zvaná Strahovská – Strahovská obrazárna
- 1705 – Uzdravení slepého Tobiáše – Muzeum hlavního města Prahy (zapůjčeno do expozice NG); varianta téhož námětu z roku kolem 1710 je v obrazárně kláštera cisterciáků ve Vyšším Brodě
- 1707 – Nejsvětější Trojice s Pannou Marií, sv. Augustinem, sv. Tomášem z Villanovy a sv. Zuzanou – hlavní oltář kostela bosých augustiniánů ve Lnářích
- Kolem 1710 – Lot a jeho dcery – NG
- Kolem 1710 – Návrat ztraceného syna – NG
- 1715–1716 – Křest Kristův – hlavní oltář farního kostela sv. Jana Křtitele v Manětíně
- 1716 – Alegorie sochařství, údajný protějšek k obrazu Alegorie malířství od Jana Kupeckého, oba v NG
- 1716–1717 – Svatý Linhart navštěvuje vězně se sv. Vavřincem v oblacích – boční oltář kostela svatého Klimenta v pražském Klementinu
- 1718–1719 – Poslední přijímání poustevníka Vintíře v přítomnosti knížete Břetislava I. a biskupa Šebíře – jižní boční oltář benediktinského kostela sv. Markéty v Břevnovském klášteře
- 1719 – Nalezení a převezení ostatků sv. Otmara z ostrova Werd do svatohavelského kláštera – nástavec jižního bočního oltáře benediktinského kostela sv. Markéty v Břevnovském klášteře
- 1719 – Smrt svatého Benedikta mezi řeholníky – jižní boční oltář benediktinského kostela sv. Markéty v Břevnovském klášteře
- 1719–1723 – Zavraždění sv. Václava – severní boční oltář benediktinského kostela sv. Markéty v Břevnovském klášteře
- Před 1720 – Tři ženy a lovec (Marnotratný syn) – obrazárna cisterciáckého kláštera Vyšší Brod
- Kolem 1720 – Umírající sv. Máří Magdaléna – kaple stejného zasvěcení, Kaiserdom ve Frankfurtu nad Mohanem
- 1721 – Historie Josefa Egyptského – zámek Jindřichův Hradec
- 1722–1725 – Vlastní podobizna s gestem rukou – NG
- 1724 – Sen proroka Eliáše – původně v refektáři karmelitánského kláštera na Malé Straně v Praze, zapůjčeno do expozice NG
- 1724 – Apoštol sv. Petr a Apoštol sv. Pavel – Arcibiskupský palác v Praze
- Po 1725 – Prorok Simeon s Ježíškem – NG
- 1727 – Klanění tří Králů – hlavní oltář zámecké kaple Zjevení Páně ve Smiřicích
- 1728 – Nanebevzetí Panny Marie – hlavní oltář kostela sv. Vavřince ve Vysokém Mýtě (původně do zrušení v cisterciáckém kostele v Sedlci u Kutné Hory)
- Asi 1728 – Portrét muže v bílé paruce (Portrét horního úředníka) – NG
- 1731 – Podobizna Františka Antonína hraběte Šporka – zámek Frýdlant
- 1731–1732 – Nanebevzetí Panny Marie – hlavní oltář kostela benediktinského opatství Krzeszów, Polsko

## Galerie

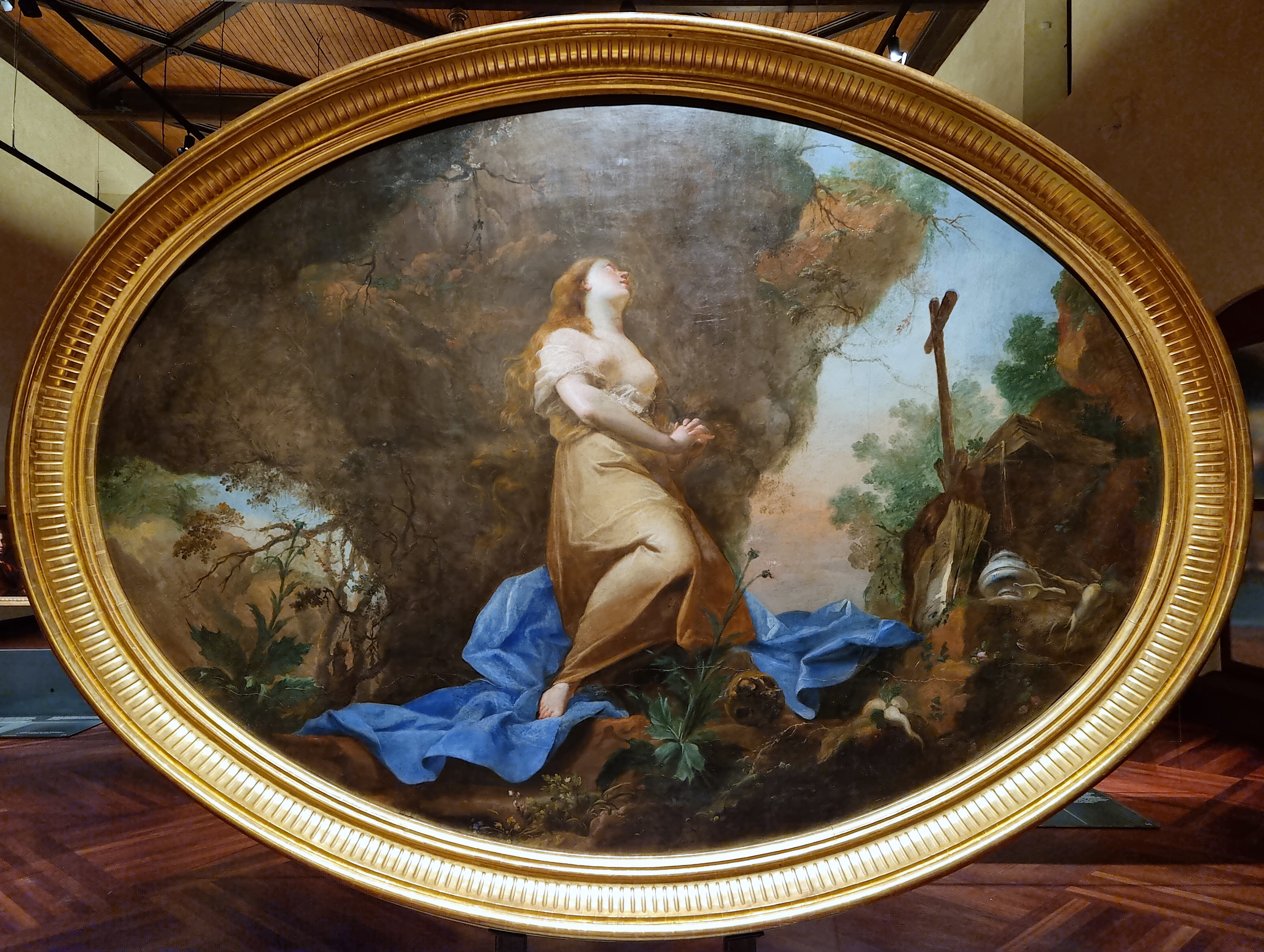
Kající Máří Magdaléna, Mníšek pod Brdy, kostel sv. Václava (asi 1693)
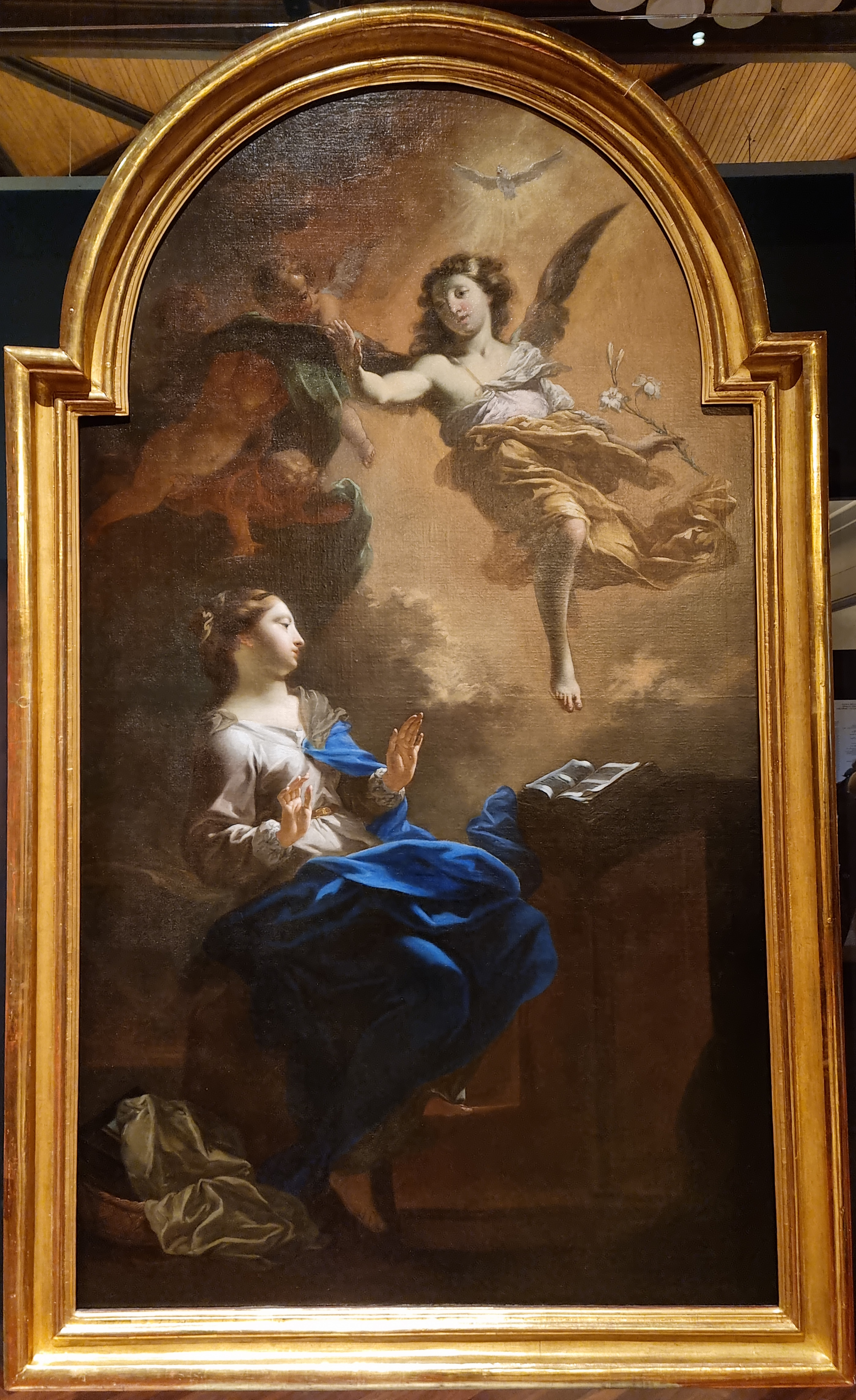
Zvěstování Panně Marii, Svatá Hora u Příbrami (1697)
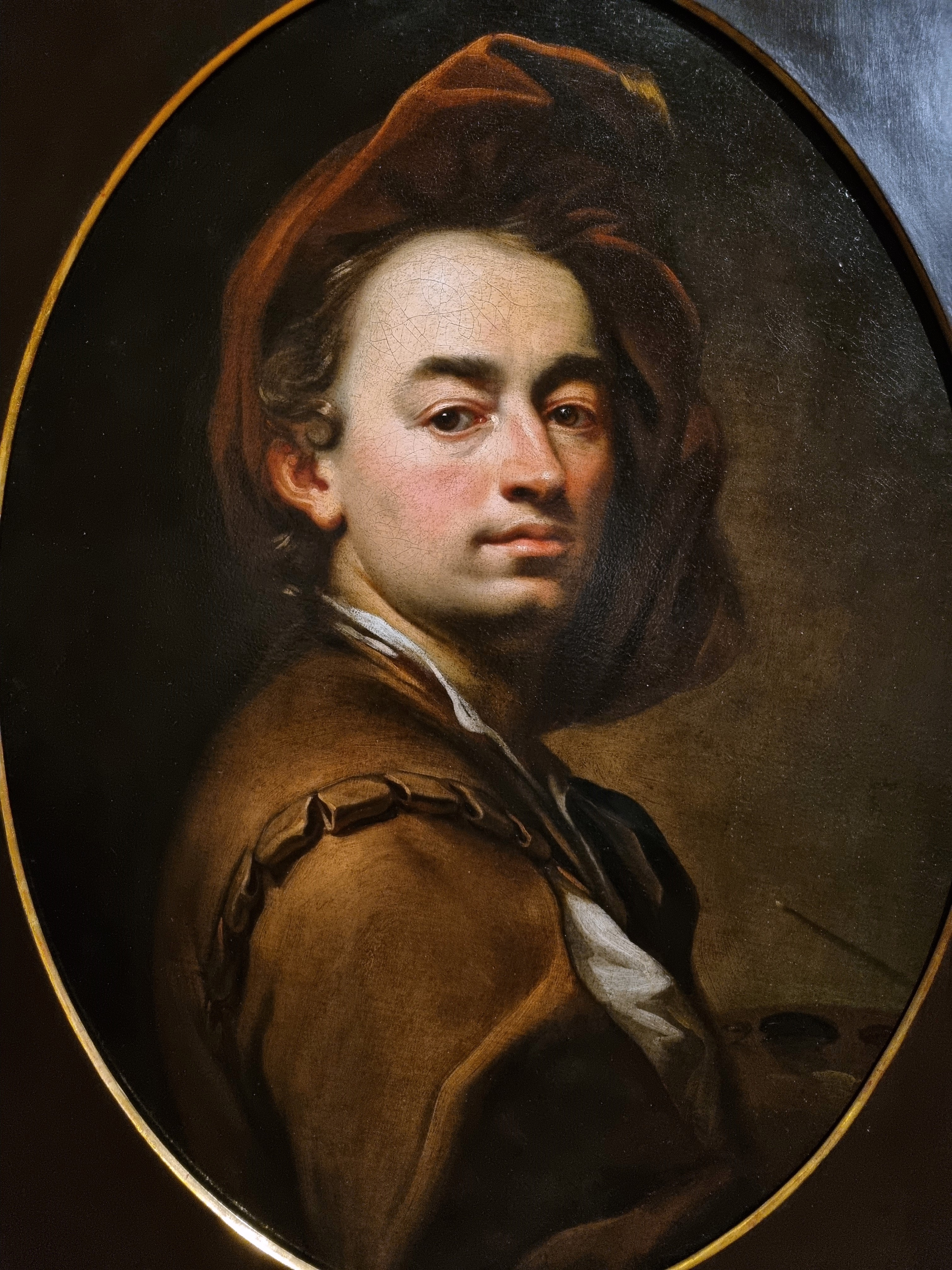
Vlastní podobizna, zv. Lobkovická, NG v Praze (kol. 1697)
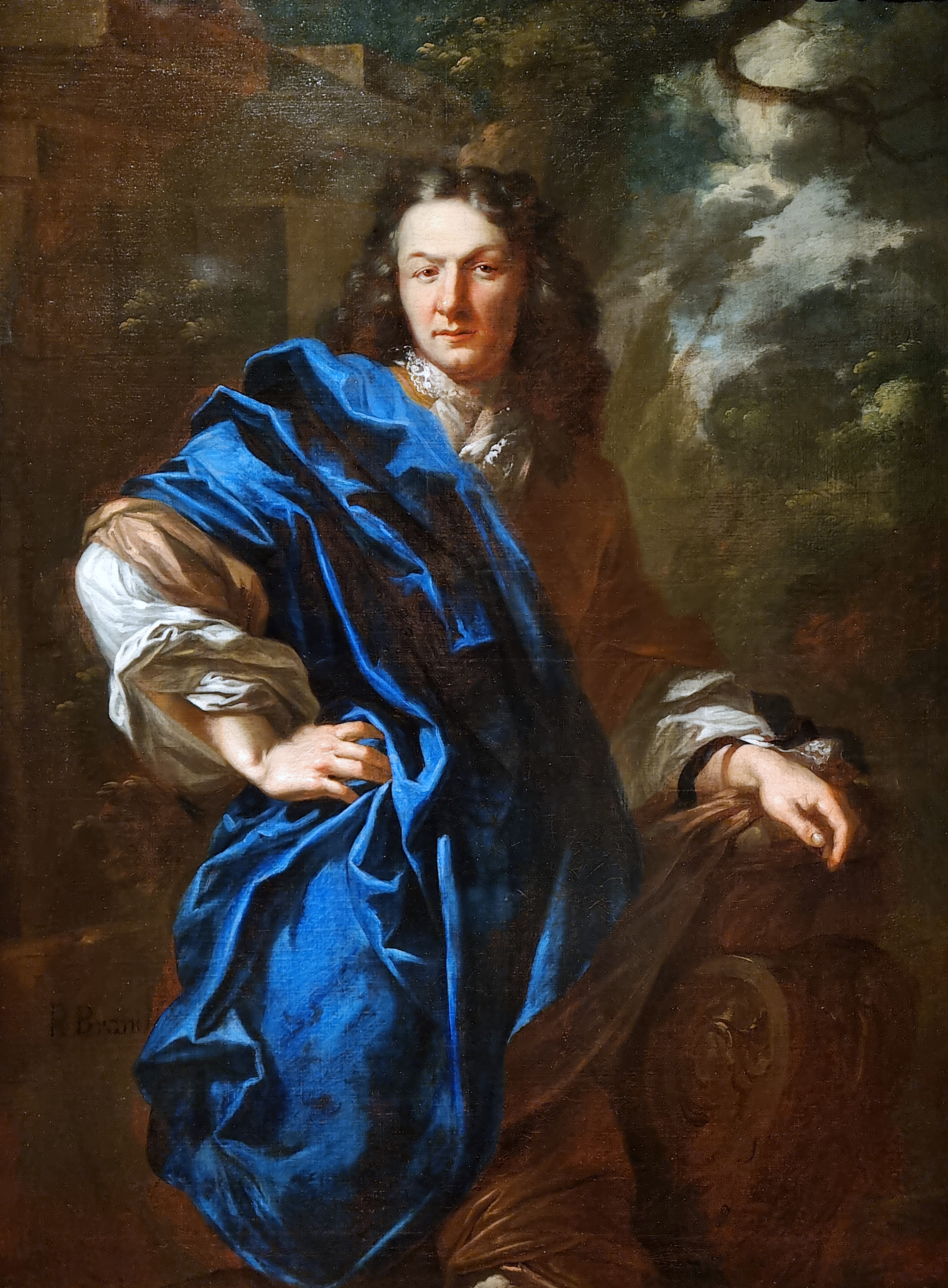
Podobizna šlechtice v modrém plášti, NG v Praze (kol. 1710)
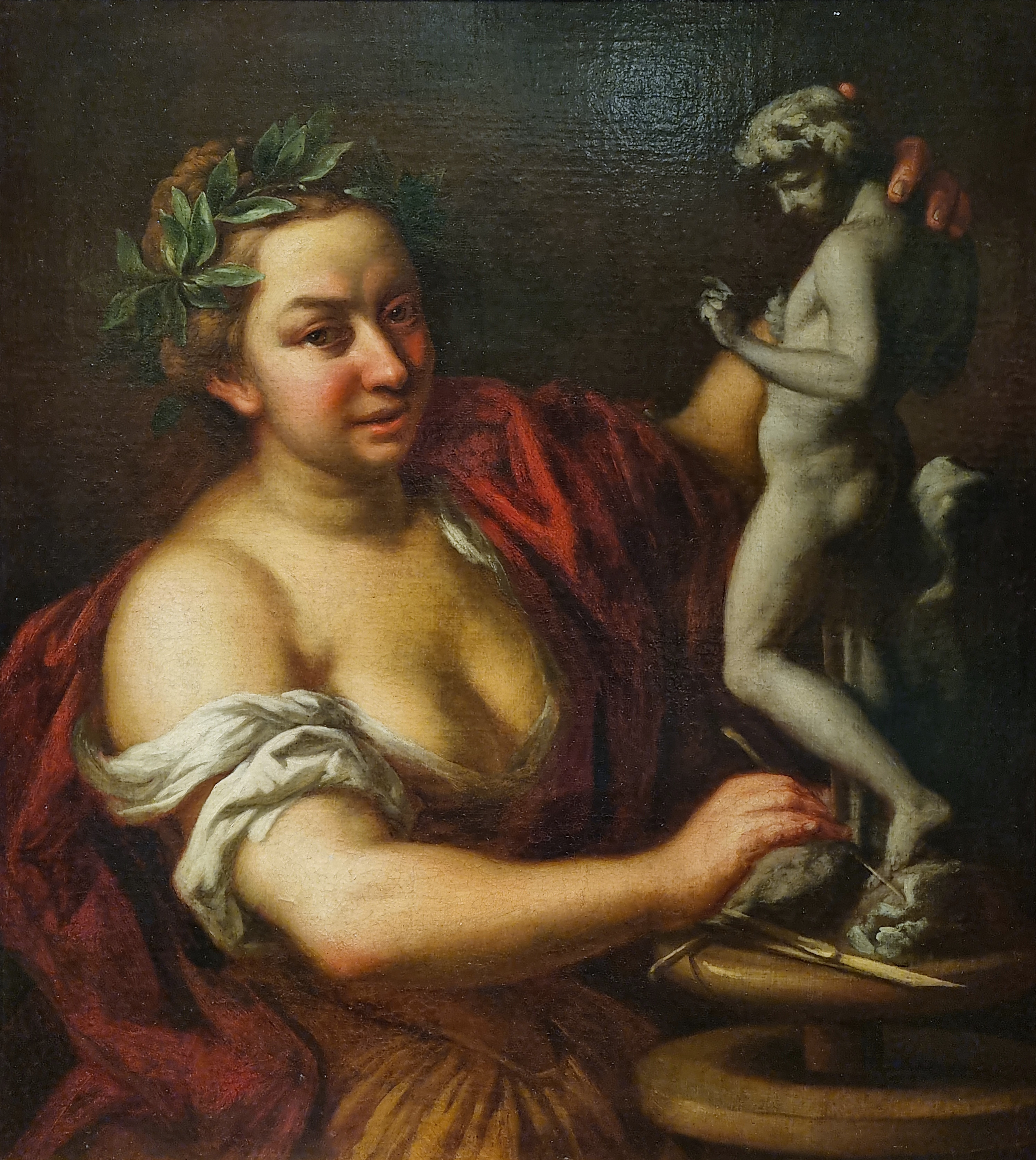
Alegorie sochařství, NG v Praze (po 1710)
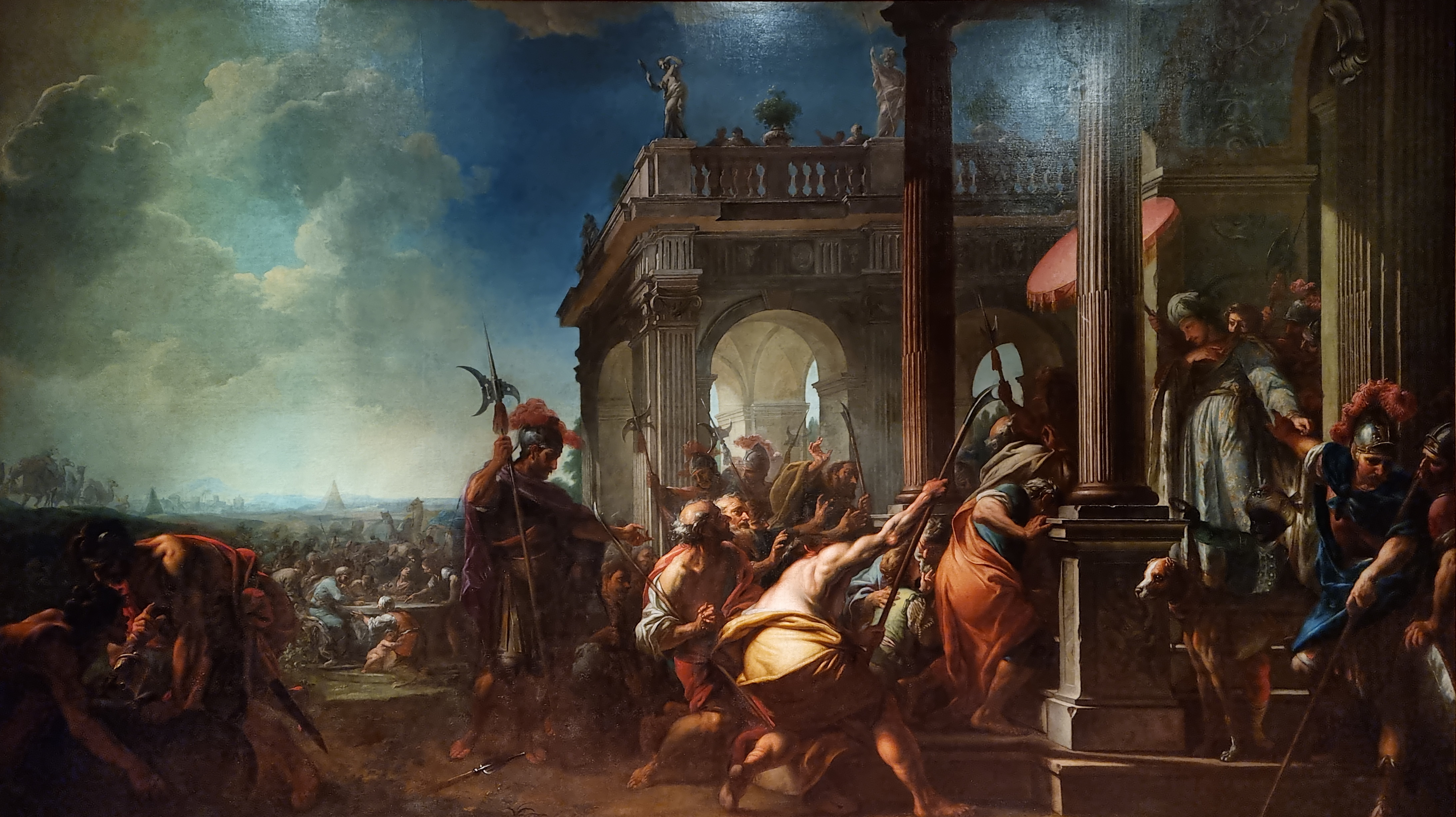
Historie Josefa Egyptského, zámek Jindřichův Hradec (1721)
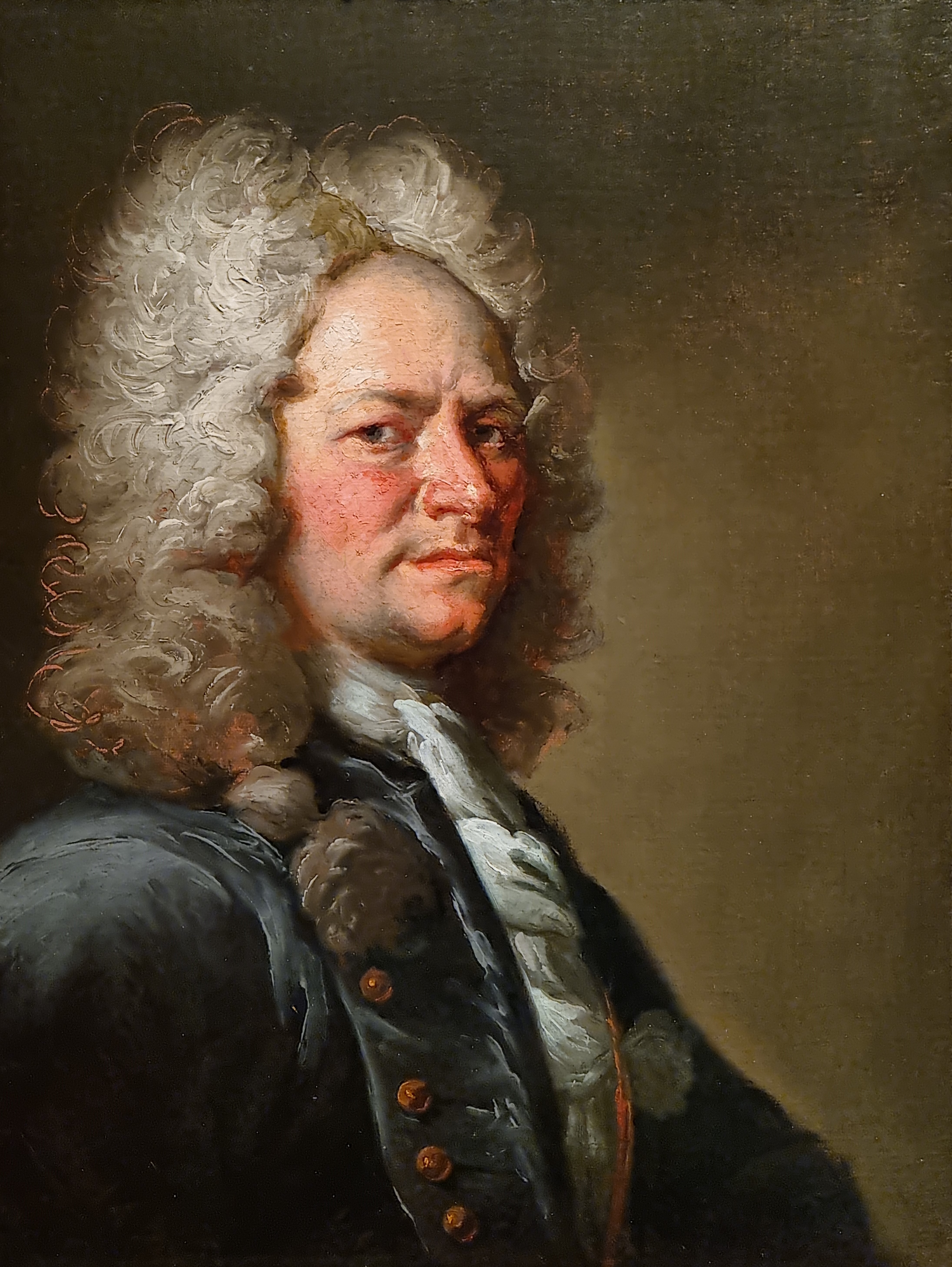
Podobizna šlechtice v bílé paruce, NG v Praze (kol. 1725)
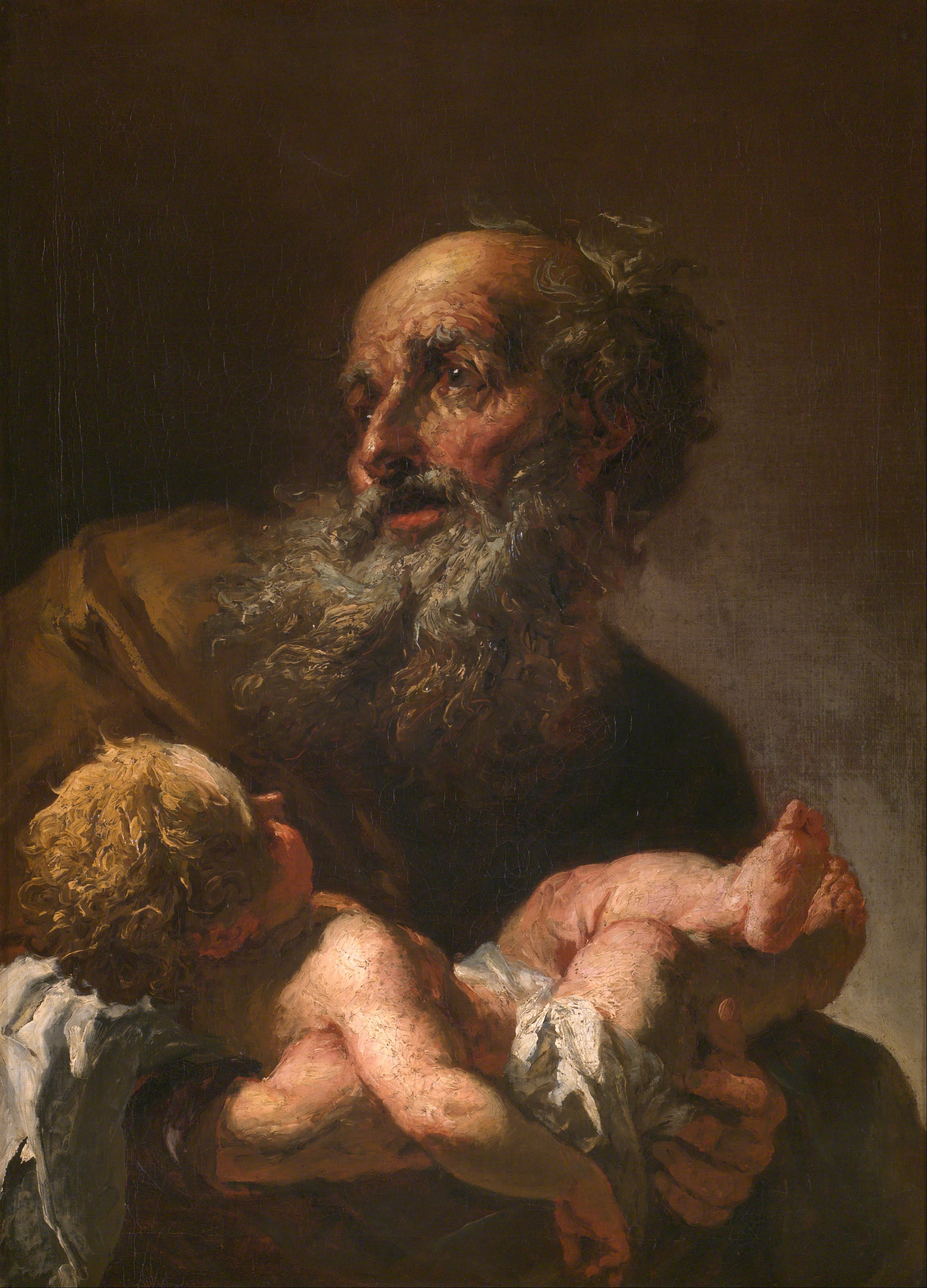
Simeon s Ježíškem, NG v Praze (po 1725)
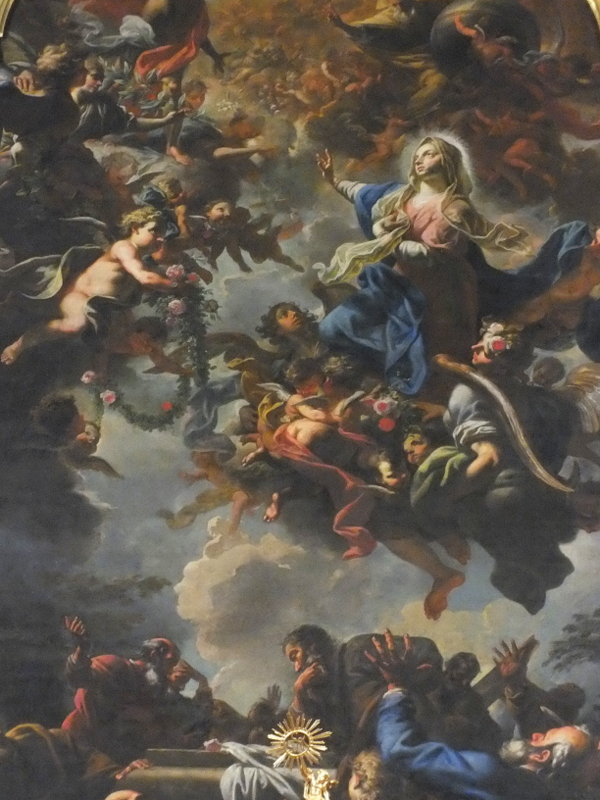
1731–1732, Nanebevzetí Panny Marie, Krzeszów